# Евсеев, Вадим Олегович
Вади́м Оле́гович Евсе́ев (род. 12 марта 1946) — советский и российский учёный, профессор, доктор экономических наук.

## Биография
В 1963—1969 годах учился в Новочеркасском политехническом институте, электромеханический факультет, специальность «Математические счётно-решающие приборы и устройства».
Работал в отраслевых НИИ, в том числе Министерства обороны. Работал и преподавал в Московской высшей партийной школе и Институте марксизма-ленинизма при ЦК КПСС, преподавал в Российском государственном социальном университете (РГСУ) на факультете социальной работы, преподавал в Российском торгово-экономическом университете.
В 1981 году защитил диссертацию на соискание учёной степени кандидата экономических наук по теме «Экономическое обоснование решений по формированию комплектов машин при строительстве магистральных трубопроводов». В 2009 году защитил диссертацию на соискание учёной степени доктора экономических наук по теме «Конкурентоспособность человеческих ресурсов в новой системе социально-трудовых отношений».
В настоящее время преподаёт в ИГСУ РАНХиГС при Президенте Российской Федерации на кафедре Зарубежного регионоведения и международного сотрудничества, директор программы «Россия-Евразия: политические и экономические процессы».
По совместительству преподаёт в РЭУ им. Г. В. Плеханова. Директор департамента социально-экономического развития Комитета поддержки реформ Президента Российской Федерации.
Разработчик автоматизированных систем «АСУ-труд» и «АСУ-кадры» в строительстве.
Член научного совета ИСПИ ФНИСЦ РАН по социально-политическим проблемам формирования Евразийского экономического союза (ЕАЭС)

## Научные труды
Автор более 10 монографий, более 10 учебных пособий, 150 статей и словаря «Экономика молодёжной среды» (2011).
Последняя монография «Компьютерное моделирование общественно-политических процессов»: Монография. — М.: «Центркаталог», 2020. — 256 с. вошла в ТОП лучших монографий по этой тематике.
Несколько учебников вышли 2 и 3 тиражами

## Награды
- Награждён серебряной медалью РГСУ «За социальное служение» и Грамотой УМО третьей степени за изданное учебное пособие.